# Laurent Chambon
Laurent Chambon (geboren Laurent Pascal Chambon Guéguen te Châtenay-Malabry, 22 mei 1972) is een Franse socioloog en politicoloog, wonend in Amsterdam sinds 1998. Specialist in de minderheden in de politiek, hij was lid van de stadsdeelraad Amsterdam Oud-Zuid tussen maart 2006 en mei 2010 voor de Partij van de Arbeid. Hij was toen de enige politicus van (niet-Nederlandse) Europese afkomst in Nederland.
Chambon is medestichter van Minorites.org, een Franstalige website over minderheden en hij is vrij zichtbaar als socioloog in de Franse media (hij praat dan over Nederland) maar ook in de Nederlandse media (dan over Frankrijk).
Bevoegd (1e gr.) in de Franse taal en cultuur, in maatschappijleer/wetenschappen en doctor in politieke wetenschappen, hij is ook DJ en musicus, de helft van het duo Laurent & Lewis. Hij doceerde Frans en Maatschappijleer op het Gemeentelijk Gymnasium (Hilversum).

## Werken
- 2002 Le sel de la démocratie, l'accès des minorités au pouvoir politique en France et aux Pays-Bas, Universiteit van Amsterdam.
- 2007 Ouh Bébé, The Butch Bitches, Cherry Juice Recordings.
- 2008 Le grand mélange, Minorités, tolérance et faux-semblants dans la France de Nicolas Sarkozy, Éditions Denoël, Parijs.
- 2008 Überlove, Laurent & Lewis, Cherry Juice Recordings (CD).
- 2012 Marine ne perd pas le Nord, Éditions Le Muscadier, Parijs.
- 2017 Machine à danser, Laurent Outang, Testlab.
- 2019 This Pill, The Uglicians, Cherry Juice Recordings.
- 2020 Mon cœur, Tournedisk feat. Fusée Dorée, Cherry Juice Recordings.
- 2020 La distance, Tournedisk feat. Toomoo, Cherry Juice Recordings.
- 2021 Cyclone, Tournedisk feat. Fusée Dorée, Cherry Juice Recordings.
- 2021 Show Me True Love, Tournedisk feat. Monsieur B, Cherry Juice Recordings.
- 2022 Hear My Voice, Laurent & Lewis, Cherry Juice Recordings.